# Mercado Municipal de Governador Valadares
O Mercado Municipal de Governador Valadares é um mercado público localizado no centro de cidade brasileira de Governador Valadares. 

## História
Inaugurado na década de 1940, a partir de 2005 iniciou um processo de revitalização com recursos do governo estadual. Apos dois anos de reforma, foi entregue em 2007.

## Infraestrutura
Possui dezenas de barracas de frutas, verduras, hortaliças, temperos, ervas, gêneros alimentícios em geral, bares, lanchonetes, vários restaurantes populares, açougues, lojas de calçados, casas lotéricas, dentistas, camelôs que vendem de tudo, etc.
Aos domingos, poucas lojas internas funcionam. Neste dia, o grande movimento fica por conta dos diversos bares no interior do recinto. 